# Solo aux Bouffes du Nord
Albums de Dominique A
Tout n'est plus comme avant
(2004) L'Horizon
(2006)
Solo aux Bouffes du Nord est un DVD de Dominique A comportant la capture vidéo de deux soirées de concert les 25 et 26 juin 2004 au théâtre des Bouffes du Nord à Paris ainsi que quelques bonus.

## Liste des titres du disque
| No  | Titre                                    | Durée |
| --- | ---------------------------------------- | ----- |
| 1.  | Les Terres brunes                        |       |
| 2.  | Elle parle a des gens qui ne sont pas là |       |
| 3.  | Bowling                                  |       |
| 4.  | Tu vas voir ailleurs                     |       |
| 5.  | Le Départ des ombres                     |       |
| 6.  | Motus                                    |       |
| 7.  | Le Courage des oiseaux                   |       |
| 8.  | Hveragerdi                               |       |
| 9.  | La vie ne va pas jusqu'au bout           |       |
| 10. | Pendant que les enfants jouent           |       |
| 11. | Dobranoc                                 |       |
| 12. | Empty White Blues                        |       |
| 13. | Va t'en                                  |       |
| 14. | Pères                                    |       |
| 15. | Pour la peau                             |       |
| 16. | Antonia                                  |       |
| 17. | Contre jour                              |       |
| 18. | Hit hit hit                              |       |
| 19. | Les Enfants du Pirée                     |       |

## Bonus
- Les démos audio (inédits + versions) :

1. Le Fils d'un enfant (version 1)
2. Golden Palace
3. La Plage où il y a la piscine
4. Vu de l'arbre
5. Déçois-moi
6. Qu'est-ce qu'il y a ?
7. Rouges sous la lampe
8. Lumières (reprise de Gérard Manset)
9. Revenir au monde
10. Tout sera comme avant

- La galerie de photos du concert par Samuel Croix
- La vidéo par Gaëtan Chataigner de "Les Eoliennes" (version démo)